# گوستاف بلاها
گوستاف بلاها (دانمارکی: Gustav Blaha; ۱ ژانویهٔ ۱۸۸۸ – ۲۵ سپتامبر ۱۹۶۱) بازیکن فوتبال اهل اتریش بود.
از باشگاه‌هایی که در آن بازی کرده‌است می‌توان به باشگاه فوتبال راپید وین اشاره کرد.